# Nogomet na OI 1984.
Nogomet na Olimpijskim igrama u Los Angelesu 1984. godine uključivao je natjecanja samo u muškoj konkurenciji.

## Osvajači medalja - muški
| Zlato | Srebro | Bronca |
| --- | --- | --- |
| Francuska William Ayache Michel Bensoussan Michel Bibard Dominique Bijotat François Brisson Patrick Cubaynes Patrice Garande Philippe Jeannol Guy Lacombe Jean-Claude Lemoult Jean Philippe Rohr Albert Rust Didier Senac Jean Christophe Thouvenel Jose Toure Daniel Xuereb Jean Louis Zanon | Brazil Pinga David Cortez Silva Milton Cruz Luís Henrique Dias Andre Luiz Ferreira Mauro Galvão Antonio José Gil João Leiehart Neto Augilmar Oliveira Silvio Paiva Gilmar Ademir Paulo Santos Ronaldo Silva Dunga Francisco Vidal Luiz Carlos Winck | SFR JugoslavijaMirsad Baljić Mehmed Baždarević Vlado Čapljić Borislav Cvetković Stjepan Deverić Milko Đurovski Marko Elsner Nenad Gračan Tomislav Ivković Srečko Katanec Branko Miljuš Mitar Mrkela Jovica Nikolić Ivan Pudar Ljubomir Radanović Admir Smajić Dragan Stojković |

## Turnir

### Skupina A
- 1. kolo, 29. srpnja

| Norveška  | - | Čile  | 0:0 | (0:0) |
| Francuska | - | Katar | 2:2 | (1:0) |

- 2. kolo, 31. srpnja

| Norveška | - | Francuska | 1:2 | (1:1) |
| Čile     | - | Katar     | 1:0 | (0:0) |

- 3. kolo, 2. kolovoza

| Katar | - | Norveška  | 0:2 | (0:1) |
| Čile  | - | Francuska | 1:1 | (1:0) |

| Momčad    | Ut | Pb | N | Pz | Ps | Pr | RP | Bod |
| --------- | -- | -- | - | -- | -- | -- | -- | --- |
| Francuska | 3  | 1  | 2 | 0  | 5  | 4  | +1 | 4   |
| Čile      | 3  | 1  | 2 | 0  | 2  | 1  | +1 | 4   |
| Norveška  | 3  | 1  | 1 | 1  | 3  | 2  | +1 | 3   |
| Katar     | 3  | 0  | 1 | 2  | 2  | 5  | -3 | 1   |

### Skupina B
- 1. kolo, 30. srpnja

| Kanada      | - | Irak    | 1:1 | (0:0) |
| Jugoslavija | - | Kamerun | 2:1 | (1:1) |

- 2. kolo, 1. kolovoza

| Kamerun     | - | Irak   | 1:0 | (1:0) |
| Jugoslavija | - | Kanada | 1:0 | (0:0) |

- 3. kolo, 3. kolovoza

| Kamerun | - | Kanada      | 1:3 | (0:1) |
| Irak    | - | Jugoslavija | 2:4 | (2:0) |

| Momčad      | Ut | Pb | N | Pz | Ps | Pr | RP | Bod |
| ----------- | -- | -- | - | -- | -- | -- | -- | --- |
| Jugoslavija | 3  | 3  | 0 | 0  | 7  | 3  | +4 | 6   |
| Kanada      | 3  | 1  | 1 | 1  | 4  | 3  | +1 | 3   |
| Kamerun     | 3  | 1  | 0 | 2  | 3  | 5  | -2 | 2   |
| Irak        | 3  | 0  | 1 | 2  | 3  | 6  | -3 | 1   |

### Skupina C
- 1. kolo, 30. srpnja

| Njemačka | - | Maroko            | 2:0 | (1:0) |
| Brazil   | - | Saudijska Arabija | 3:1 | (1:0) |

- 2. kolo, 1. kolovoza

| Brazil | - | Njemačka          | 1:0 | (0:0) |
| Maroko | - | Saudijska Arabija | 1:0 | (0:0) |

- 3. kolo, 3. kolovoza

| Saudijska Arabija | - | Njemačka | 0:6 | (0:4) |
| Maroko            | - | Brazil   | 0:2 | (0:0) |

| Momčad            | Ut | Pb | N | Pz | Ps | Pr | RP | Bod |
| ----------------- | -- | -- | - | -- | -- | -- | -- | --- |
| Brazil            | 3  | 3  | 0 | 0  | 6  | 1  | +5 | 6   |
| Njemačka          | 3  | 2  | 0 | 1  | 8  | 1  | +7 | 4   |
| Maroko            | 3  | 1  | 0 | 2  | 1  | 4  | -3 | 2   |
| Saudijska Arabija | 3  | 0  | 0 | 3  | 1  | 10 | -9 | 0   |

### Skupina D
- 1. kolo, 29. srpnja

| SAD     | - | Kostarika | 3:0 | (2:0) |
| Italija | - | Egipat    | 1:0 | (0:0) |

- 2. kolo, 31. srpnja

| Egipat  | - | Kostarika | 4:1 | (2:0) |
| Italija | - | SAD       | 1:0 | (0:0) |

- 3. kolo, 2. kolovoza

| Egipat    | - | SAD     | 1:1 | (1:1) |
| Kostarika | - | Italija | 1:0 | (1:0) |

| Momčad    | Ut | Pb | N | Pz | Ps | Pr | RP | Bod |
| --------- | -- | -- | - | -- | -- | -- | -- | --- |
| Italija   | 3  | 2  | 0 | 1  | 2  | 1  | +1 | 4   |
| Egipat    | 3  | 1  | 1 | 1  | 5  | 3  | +2 | 3   |
| SAD       | 3  | 1  | 1 | 1  | 4  | 2  | +2 | 3   |
| Kostarika | 3  | 1  | 0 | 2  | 2  | 7  | -5 | 2   |

### Izbacivanje
|  | Četvrtzavršnica | Četvrtzavršnica | Četvrtzavršnica |         |             | Poluzavršnica | Poluzavršnica | Poluzavršnica |                 |                 | Završnica       | Završnica       | Završnica |
|  |                 |                 |                 |         |             |               |               |               |                 |                 |                 |                 |           |
|  | A1              | Francuska       | 2               |         |             |               |               |               |                 |                 |                 |                 |           |
|  | D2              | Egipat          | 0               |         |             |               |               |               |                 |                 |                 |                 |           |
|  | D2              | Egipat          | 0               |         | A1          | Francuska     | 4 (pr.)       |               |                 |                 |                 |                 |           |
|  |                 |                 |                 |         | A1          | Francuska     | 4 (pr.)       |               |                 |                 |                 |                 |           |
|  |                 | B1              | Jugoslavija     | 2       |             |               |               |               |                 |                 |                 |                 |           |
|  | B1              | B1              | Jugoslavija     | 2       | Jugoslavija | 5             |               |               |                 |                 |                 |                 |           |
|  | B1              |                 |                 |         | Jugoslavija | 5             |               |               |                 |                 |                 |                 |           |
|  | C2              | Njemačka        | 2               |         |             |               |               |               |                 |                 |                 |                 |           |
|  |                 |                 |                 |         |             |               |               |               |                 |                 |                 | Francuska       | 2         |
|  |                 |                 |                 | Brazil  | 0           |               |               |               |                 |                 |                 |                 |           |
|  | D1              | Italija         | 1 (pr.)         |         |             |               |               |               |                 |                 |                 |                 |           |
|  | A2              | Čile            | 0               |         |             |               |               |               |                 |                 |                 |                 |           |
|  | A2              | Čile            | 0               |         | D1          | Italija       | 1             |               | Za treće mjesto | Za treće mjesto | Za treće mjesto | Za treće mjesto |           |
|  |                 |                 |                 |         | D1          | Italija       | 1             |               | Za treće mjesto | Za treće mjesto | Za treće mjesto | Za treće mjesto |           |
|  |                 | C1              | Brazil          | 2 (pr.) |             |               |               |               |                 |                 |                 |                 |           |
|  | C1              | C1              | Brazil          | 2 (pr.) | Brazil      | 1 (4)         |               |               | Jugoslavija     | 2               |                 |                 |           |
|  | C1              |                 |                 |         | Brazil      | 1 (4)         |               |               | Jugoslavija     | 2               |                 |                 |           |
|  | B2              | Kanada          | 1 (2)           |         |             |               |               |               |                 |                 |                 | Italija         | 1         |